# Patryja (Pogórze Dynowskie)
Patryja (438 m n.p.m.) – szczyt na terenie Pogórza Dynowskiego. Jego stoki opadają: zachodnie – ku dolinie potoku Kamienka i znajdującej się tam wsi Nienadowa Górna, zaś północno-wschodnie – ku dolinie Mleczki i wsi Kramarzówka. Szczyt Patryji jest niezalesiony, przez co stanowi dobry punkt widokowy.

## Szlaki turystyczne
Przez szczyt Patryji przebiega zielony  szlak turystyczny z Przemyśla przez Bukowy Garb do Bachórza. Na północ od szczytu krzyżuje się ze szlakiem żółtym  z Dubiecka do Pruchnika